# Daemon Tools
Daemon Tools е CD/DVD емулатор. С негова помощ могат да създават виртуални устройства, на които да се пускат копия (images) на дискове.

## История
Daemon Tools (DA-Mèôn) е основана през 1998 година от Ричард Денис.

## Версия
Версията v4.00 е безплатна за всички потребители. Програмата има и професионална версия 4.00.

## Черти
Daemon tools използва rootkit технология, което често води до неверни доклади от антивирусни и анти-rootkit софтуер (например RootkitRevealer), за наличието на вируси в програмата който в действителност не съществуват.